# Rudolf Wels

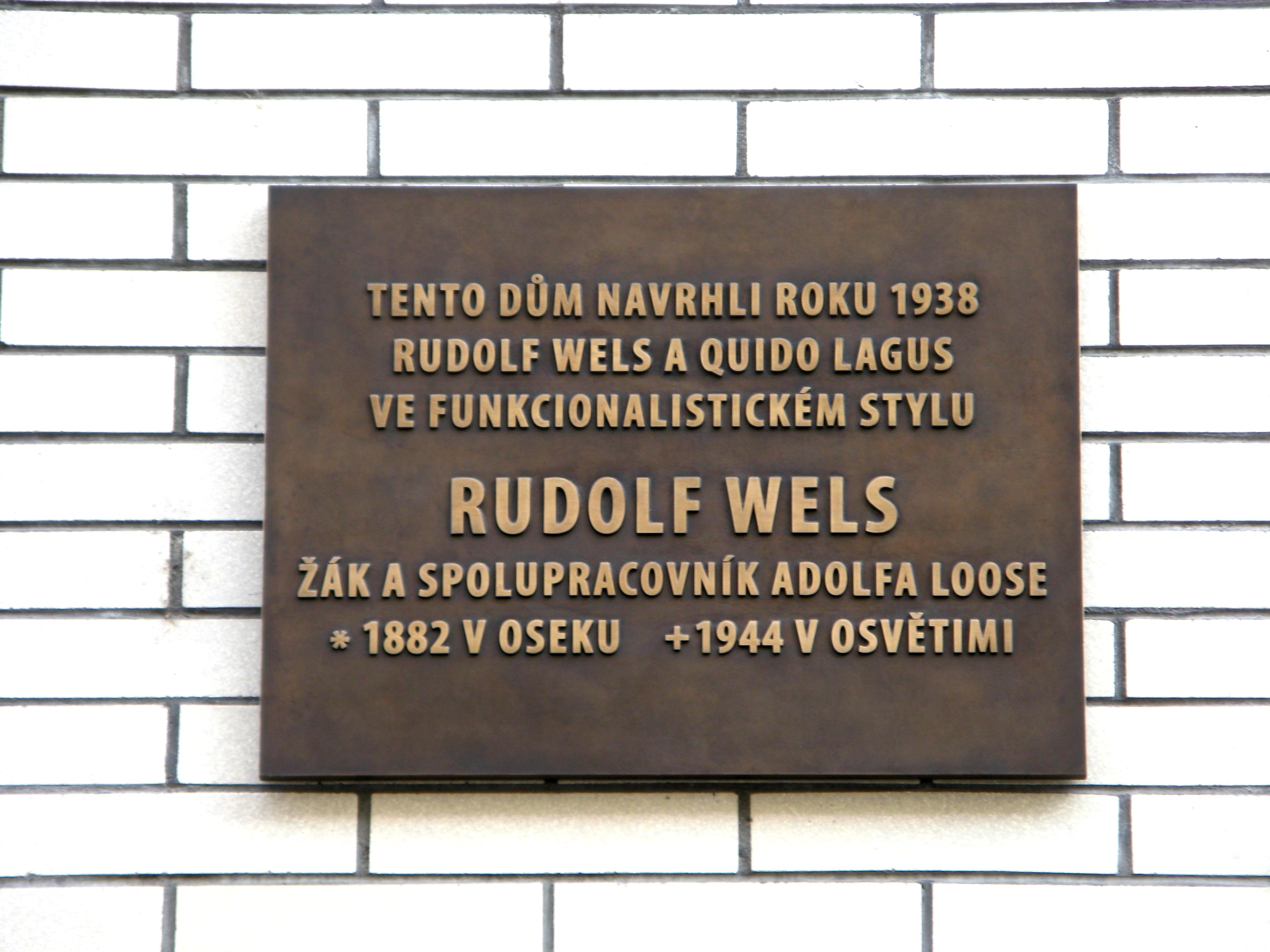
Pamětní deska Rudolfa Welse na Žižkově v Praze 3, Baranova 1901/4

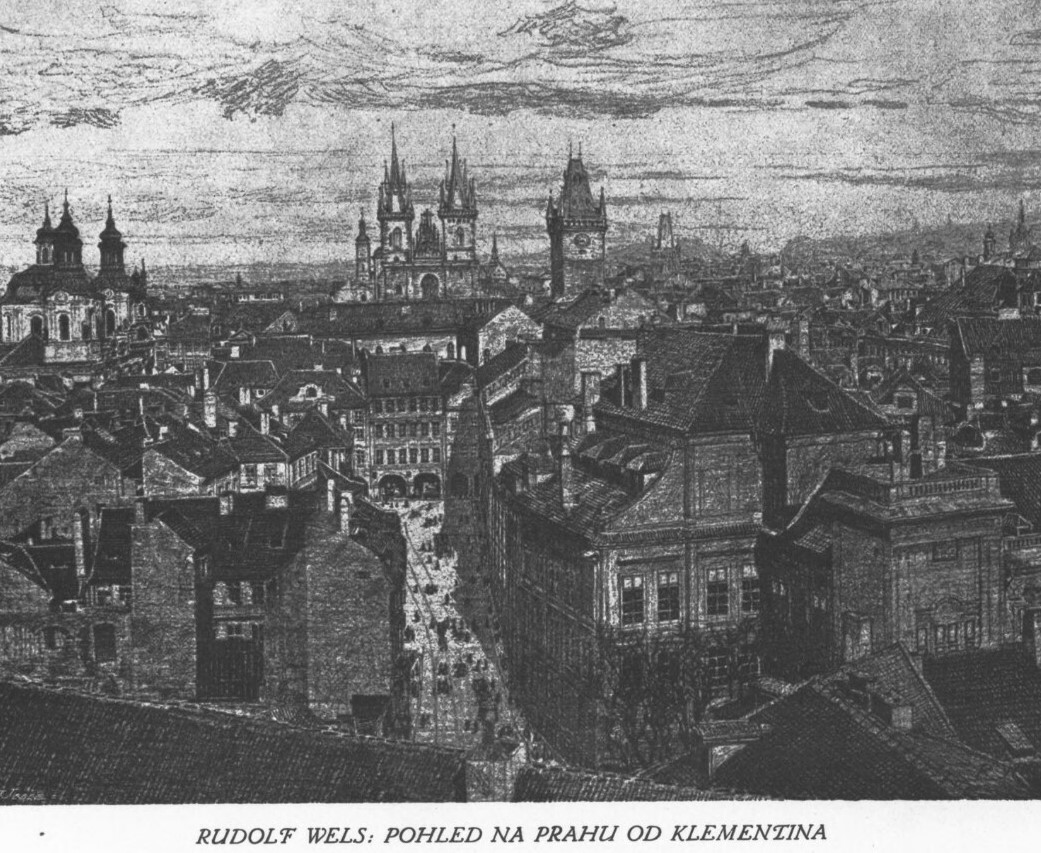
Rudolf Wels: Praha od Klementina (Zlatá Praha 1920)

Rudolf Wels (28. dubna 1882 Osek u Rokycan – 8. března 1944 koncentrační tábor Auschwitz-Birkenau) byl český architekt židovského původu,
žák vídeňského architekta Friedricha Ohmanna a architekta Adolfa Loose. Tvořil v Karlových Varech, Sokolově a okolí a v Praze. Také byl návrhář skla Moser a působil i jako filmový architekt (např. film Hej rup!).

## Život

### Mládí a studia
Narodil se manželům Šimonovi (1853–1922) a Anežce Wedelesovým v Oseku u Rokycan. Matka zemřela v roce 1883 a v roce 1887 se otec oženil podruhé s Johannou Müllerovou z Kutné Hory. První dvě třídy obecné školy Rudolf vychodil v Oseku, do třetí třídy jej otec zapsal do Rokycan. V roce 1893 pokračoval ve studiu na premonstrátském gymnáziu v Plzni. Zde se mu nelíbilo a navíc byl často nemocný. Po čtyřech letech přestoupil do prvního ročníku stavební průmyslové školy. Po absolutoriu získal místo v Praze u stavitele Richtera. V Praze bydlil se svou sestrou Annou a bratrem Ottou. V roce 1901 absolvoval vojenskou službu. Dosáhl hodnosti poručíka. V roce 1907 složil stavitelskou zkoušku a zapsal se ke studiu na Císařskou a královskou českou vysokou školu technickou v Praze. Záhy ale odešel na Akademii výtvarných umění do Vídně, kde studoval u Friedricha Ohmanna. Během studia obdržel Hansenovu a Schmidtovu cenu. Dále dostal v roce 1910 Římskou cenu (Romepreis) – stipendium ke studijní cestě do Říma. Potom navštívil i Anglii a Skotsko. V Londýně pracoval tři týdny v Kensingtonském muzeu. Z této cesty do Anglie napsal brožuru Zahradová města – The garden city motion.
V roce 1910 si změnil příjmení na Wels.
Za studia se mimo jiné podílel na průzkumech, které byly shrnuty ve druhém dílu publikace Architektur und Kunstgewerbe der Barockzeit, des Rokoko und Empire aus Böhmen und aus österreichischen Ländern
Po dokončení Akademie navštěvoval v letech 1912–1914 soukromé kurzy Adolfa Loose, jehož vliv byl pro jeho budoucí architektonickou tvorbu velmi značný. Wels je autorem perspektivy Loosova projektu obchodního domu v Alexandrii z roku 1910.
Během první světové války sloužil v armádě v hodnosti hejtmana.

### Po vzniku Československa – architekt
Na přelomu let 1920–1921 pobýval Rudolf Wels v Karlových Varech v lázních. Když se v roce 1920 oženil, rozhodl se zde zůstat trvale. V letech 1921–1922 zde přestavěl a postavil nové objekty proslavené sklářské firmy Moser. Pro tuto firmu také navrhoval řadu nápojových souprav a váz s výtvarnými dekory. Ty pak byly velice úspěšné na Mezinárodní výstavě dekorativních a průmyslových umění, pořádané v roce 1925 v Paříži.
V roce 1923 vypracoval projekt pro Hornický dům v Sokolově, kde o rok později postavil i dvě školní budovy a další stavby. Z řady jeho karlovarských staveb patří mezi jeho nejzdařilejší práce budova nemocenské pojišťovny (dnes Poliklinika) na náměstí Milady Horákové, lázeňský dům Bellevue a také budova Lázní VI.
V roce 1933 se Rudolf Wels přestěhoval do Prahy, kde založil ateliér spolu s Ing. Quido Lagusem. Ten sídlil v pasáži Stýblo na Václavském náměstí 28. S Q. Lagusem také v roce 1934 působil jako filmový architekt celkem čtyř filmů a následně spolu navrhovali luxusní nájemné domy. V jednom z nich, v Dobrovského ulici 15, pak Wels s rodinou žil až do roku 1939.
V roce 1939 byl Rudolf Wels bez práce. Přepisoval a doplnil doslovem paměti svého otce Šimona Welse, později vydané pod názvem „U Bernátů“, věnoval se kreslení pražské architektury. Rodina se musela přestěhovat do Mánesovy ulice na Vinohradech.

### Rodinný život a vyvraždění rodiny
Dne 24. března 1918 se v Chebu oženil s Idou Krafftovou (1894 Cheb–1944).
Začátkem dvacátých let žili manželé Welsovi patrně v Chebu. Narodil se jim zde první syn Tomáš Albert (1920–1988). Druhý syn Martin (1925–1942) se narodil v Karlových Varech.
Jak vyplývá z příloh v databázi obětí holocaustu, rodina se v roce 1939 pokusila o vystěhování z Protektorátu. Pasy manželky i syna Martina byly na konci března 1939 vyhotoveny (Rudolf Wels již pas měl), ale k jejich vyzvednutí již nedošlo. Dne 30. ledna 1942 byl Rudolf Wels s manželkou Idou a synem Martinem transportován transportem V, do Terezína a 6. září následujícího roku odeslán transportem Dm do koncentračního tábora Auschwitz-Birkenau, odkud se již nikdo z nich nevrátil; byli vyvražděni v rámci likvidace tzv. rodinného tábora v noci z 8 na 9. března 1944.
Jeho mladší nevlastní bratr Otto Wels (1895–1945) byl leteckým konstruktérem. V roce 1939 se mu podařilo uprchnout spolu s Rudolfovým synem Tomášem do Velké Británie.

## Posmrtná připomínka

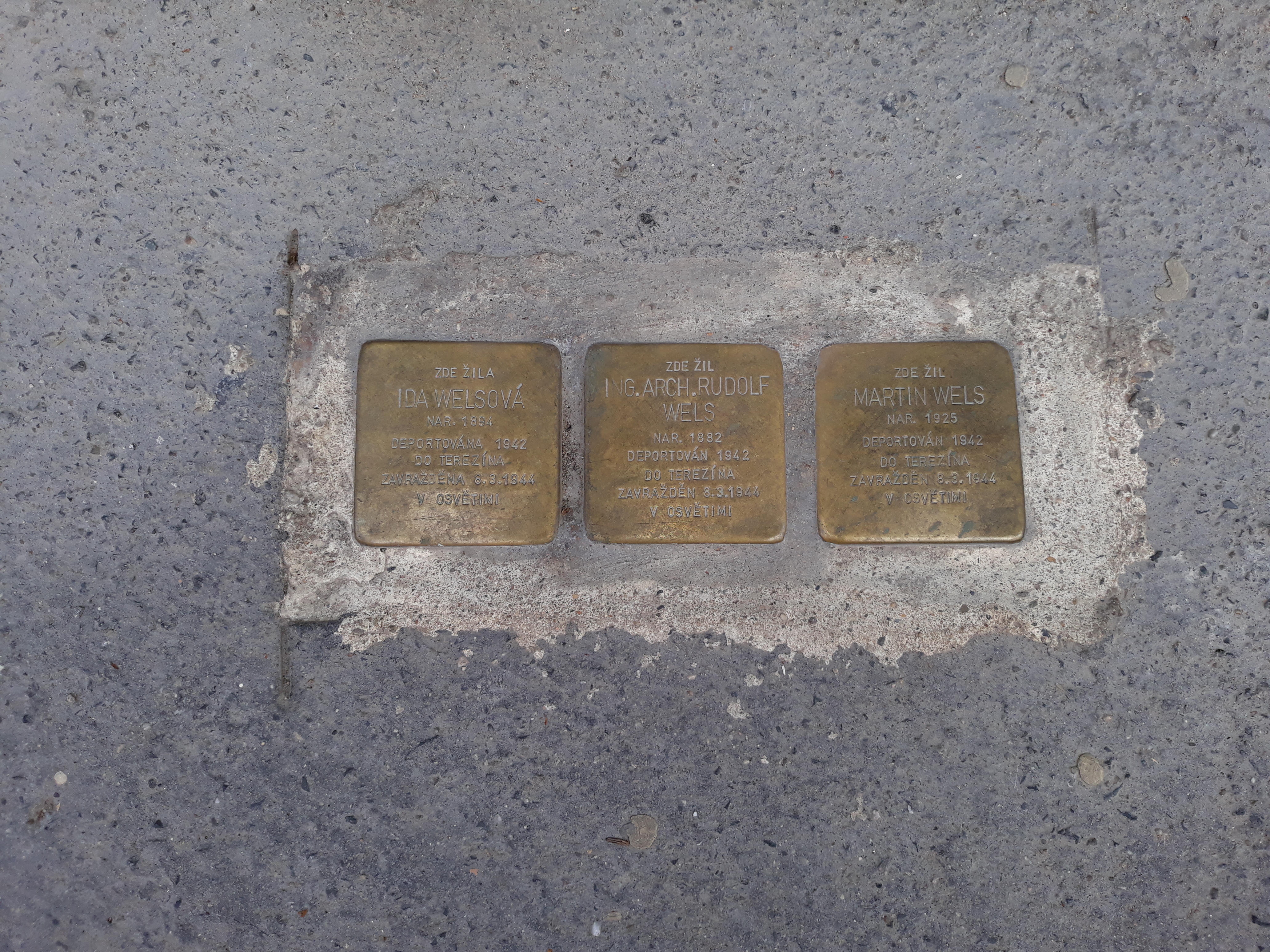
Kameny zmizelých (Stolpersteine) v Dobrovského ulici 375/15 v Praze, upomínající na rodinu Welsovu a její tragický osud.

Na připomínku osudu zavražděných členů rodiny Welsových byly v roce 2011 před dům v pražské Dobrovského ulici 375/15 (který Richard Wels navrhl a kde bydlel) umístěny tři Kameny zmizelých.

## Dílo

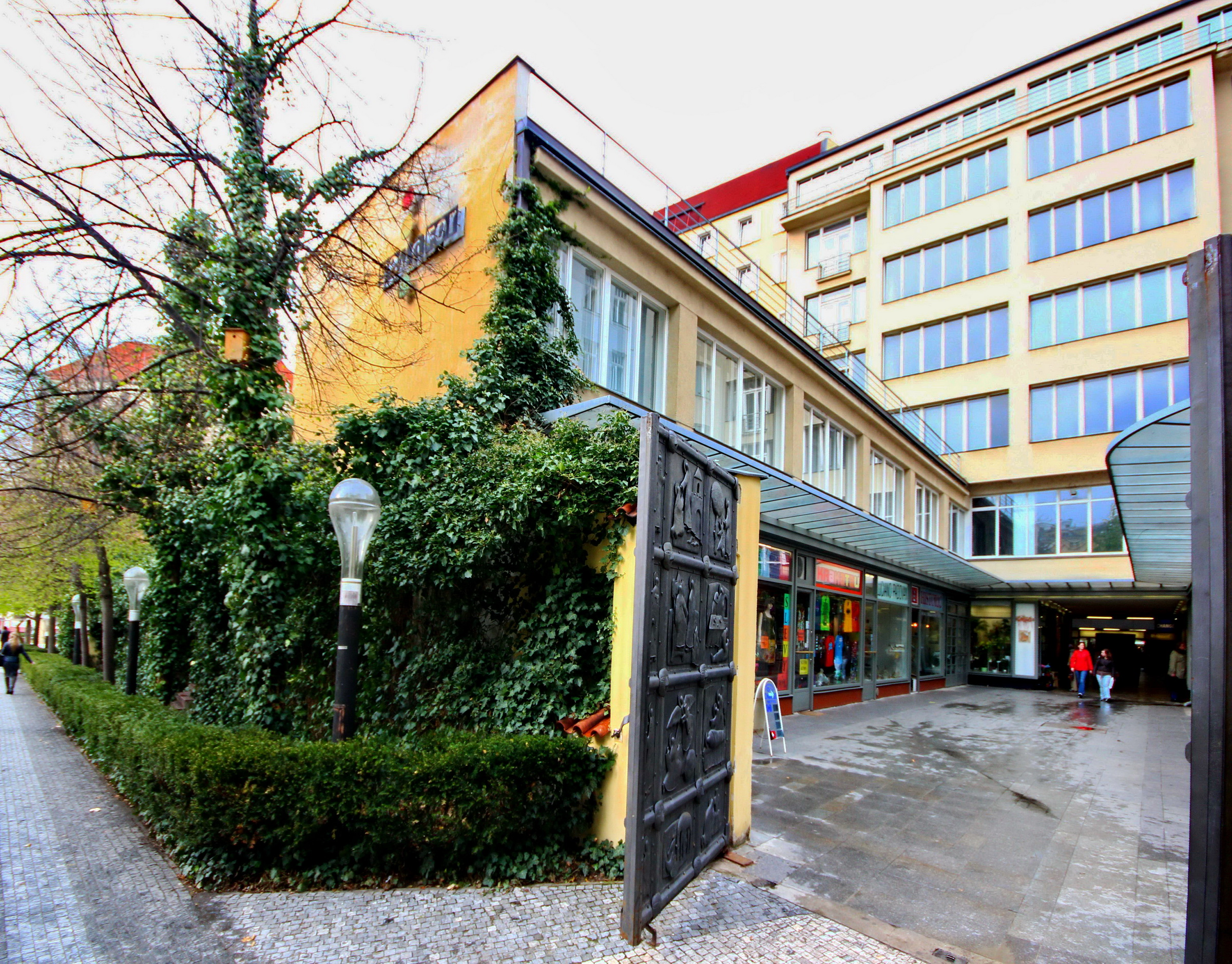
Přístavba paláce Alfa, Praha, 1930

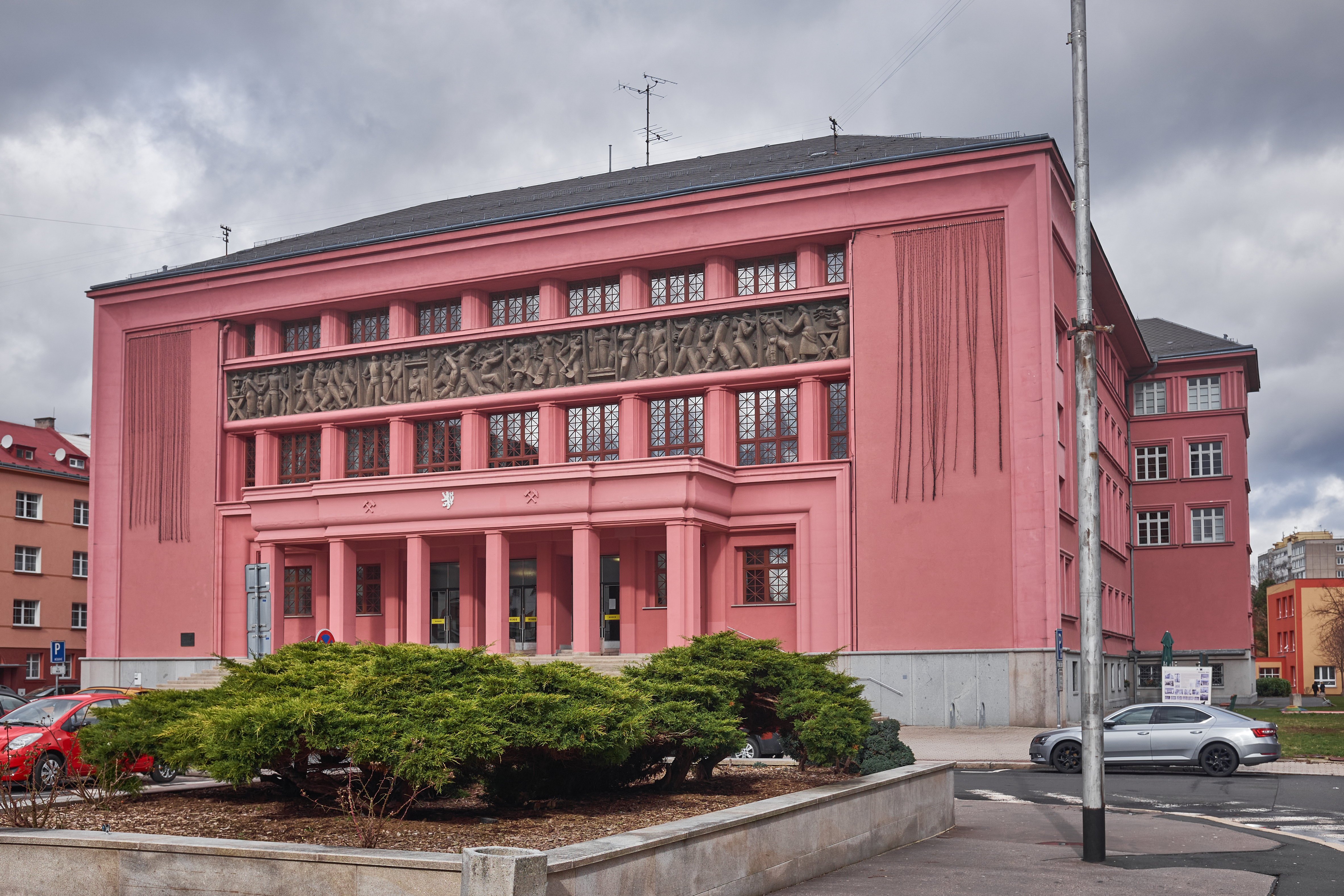
Hornický dům v Sokolově

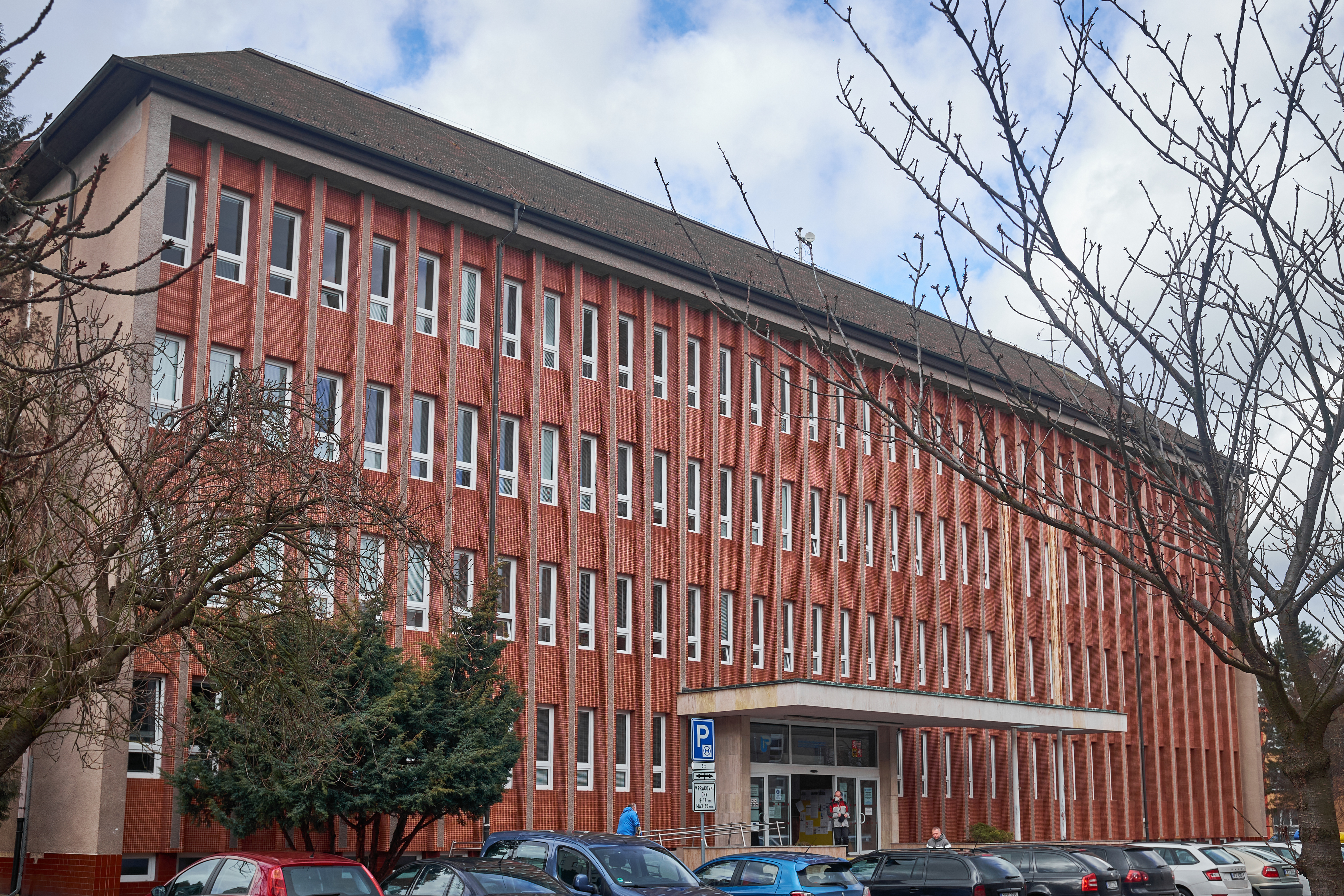
Sokolov bývalá hornická Bratrská pojišťovna

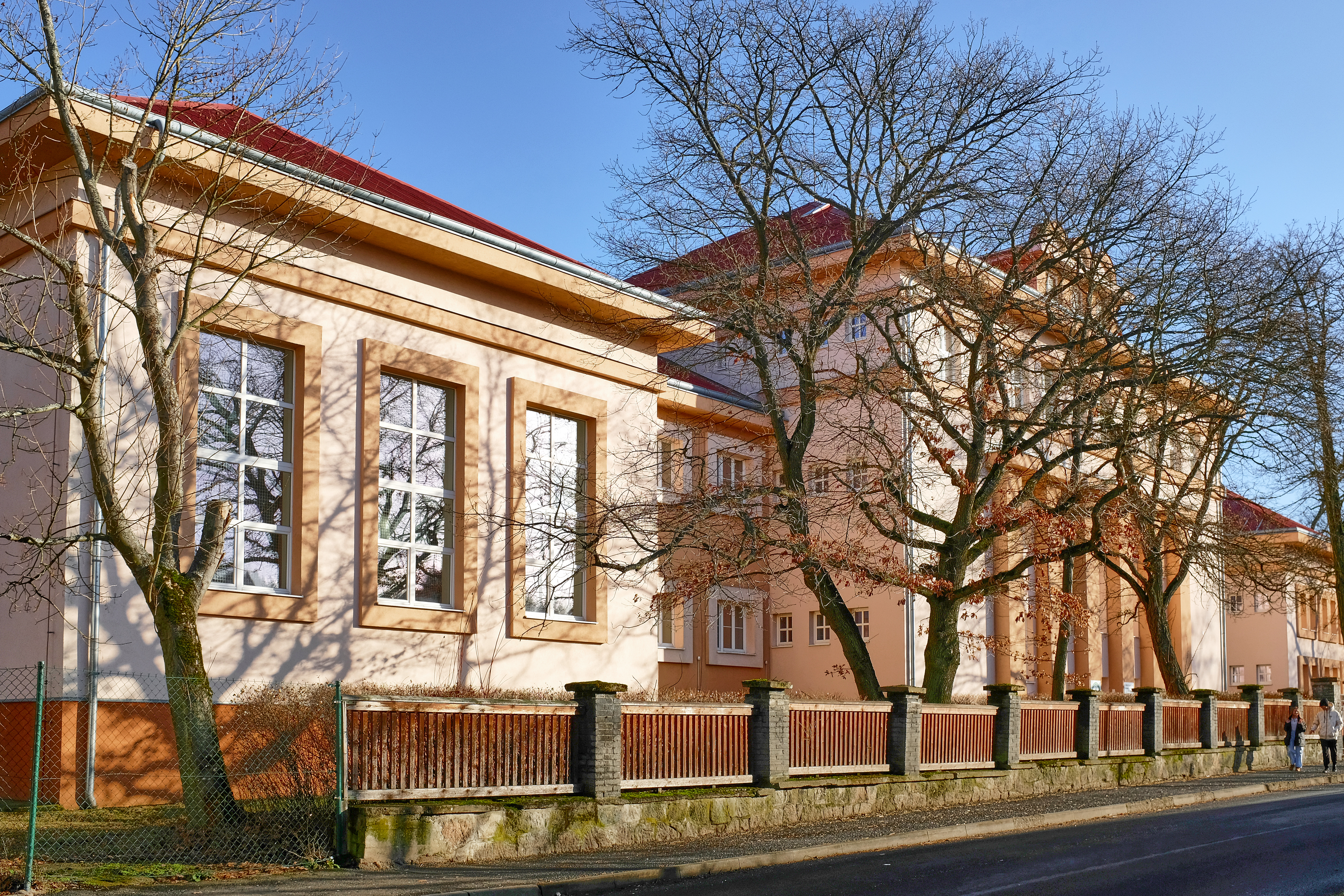
Sokolov bývalá česká škola

Mezi nejznámější stavby Rudolfa Welse patří Hornický dům v Sokolově (na kterém byla 4. 9. 2006 odhalena pamětní deska Rudolfa Welse) a Lázně VI v Karlových Varech. Lázně VI byly zbořeny v březnu 2006 kvůli špatné statice.

### Mimopražské stavby
- 1917 Interiér domu Pekarek, Vídeň
- 1917-1918 Návrh zahradního města, Lainz u Vídně - rozsáhlý projekt v duchu Garten City Motion pro celkem 4 000 sirotků, obsahoval obytné domy, kde měly děti žít se svými pěstouny, školy, tělocvičny, dílny, nemocnici, katolický a evangelický kostel a synagogu, amfiteátr a plavecký bazén. Nerealizováno.
- 1919 Domy pro sklářské dělníky č. p. 886 a 888, Chodov, Hrnčířská ulice
- 1921 Chebská bratrská pokladna (Egerländer Bruderlade), Sokolov, Jednoty 654 - budova zdravotní pojišťovny, ve které se nalézaly vedle kanceláří i ordinace, byty, garáže záchranné služby a veřejné lázně. V letech 1972-1975 zcela přestavěno.
- 1921 Bytový dům pro dělníky firmy P. Hellmann A. G., Sokolov, ulice Dr. Kocourka, zbořeno
- 1921-1922 Sklárna Moser, č p. 46, Karlovy Vary - Dvory, Kpt. Jaroše 19, přestavba objektu a stavba kantýny (zbořena). R. Wels byl pravděpodobně i autorem interiéru prodejny skla Moser v pražské pasáži Černá růže
- 1923 Kolonie dělnických domků, č. p. 662-681, Sokolov, Hornická ulice [14]. Jedná se o kolonii dvaceti typizovaných domků, jejichž autorem byl arch. Kubíček.
- 1923 Kolonie dělnických domků Habartov
- 1923 Kolonie dělnických domků Chodov
- 1923 Kolonie dělnických domků Nové Sedlo
- 1923 Kolonie dělnických domků Karlovy Vary, ulice U Hornické kolonie
- 1923 Provizorní poštovní úřad při příležitosti sionistického kongresu v Karlových Varech
- 1923-1924 Hornický dům v Sokolově, č. p. 655, Sokolov, náměstí Budovatelů. V roce 1922 rozhodl odbor pro sociální péči hornickou Ministerstva veřejných prací o stavbě spolkových domů v některých hornických oblastech. Informace o architektonické soutěži se nezachovaly. Budova měla obsahovat: sál s galerií pro 400 osob, kinosál pro 400 osob, restauraci a kavárnu, 10 kanceláří, 12 bytů a veřejné lázně. V lednu 1923 vypracoval Wels projektovou dokumentaci v měřítku 1:200 na základě které mu byl projekt dne 22. února 1923 zadán. Definitivní detailní projekt byl schválen 31. srpna 1923. V září 1923 si ministerstvo veřejných prací vyžádalo ještě několik změn. Následně byli vybráni dodavatelé, stavební firmy Ing. Gustav Dittrich z Mostu a František Strnad Praha VII. Slavnostní otevření se konalo 4. října 1925. V průčelí se nalézá reliéf s názvem Jeden den ze života horníka, který v roce 1923 vytvořil sochař Wilhelm Srb-Schlossbauer (1890 - 1962) z Karlových Varů. Reliéf má rozměry 29,15 x 2,1 metrů. V období německá okupace Čech a Moravy byl v budově umístěn krajský dům NSDAP. V letech 1968-1970 byl objekt necitlivě rekonstruován. V roce 1998-1999 byl kinosál přestavěn na sál divadelní. V roce 2006 proběhla rekonstrukce průčelí do původního stavu.
- 1925 Návrh krematoria, Karlovy Vary - Rybáře
- 1925 Obecná a měšťanská škola "Na Vyhlídce" (Schönwerth), č. p. 716, Sokolov, Žákovská 1
- 1925 Lázeňský dům Rösler, Karlovy Vary, č. p. 1267, Zítkova 4, dnes dětský domov
- 1926 Česká škola, č. p. 759, Sokolov, Komenského ulice
- 1926 Vila ředitele dolu Jižní Lom M. Wähnera, Sokolov, zbořeno
- 1926 Dům pro úředníky, Dolní Rychnov, Růžová č. p. 249
- 1926 Vila ředitele Koldta, Sokolov, č. p. 772, Jiráskova 7
- 1926 Vila ředitele, Dolní Rychnov, Chebská č. p. 241
- 1926 Restaurace u Děpoltovického rybníka
- Dům pro rekreaci hornických dětí z Falknova, Děpoltovice, datum realizace není známo
- 1926 Návrh horské chaty pro turistický dělnický spolek "Die Naturfreunde", nerealizováno
- 1927 Dům "Golden Helm" (Zlatá helma), Karlovy Vary, Vřídelní 4
- 1927 Lázně VI. (Gasbad), Karlovy Vary, zbořeno 2006 [15]
- 1926 Gasometer okolo Dorotčina pramene u Lázní VI. sloužil k jímání plynu z pramene č. 13 pro lázeňské účely
- 1927 Lázeňský dům Höhenvilla (dnes Akropolis), Karlovy Vary, č. p. 1304, Jarní ulice 2
- 1928 Návrh vzorového hornického domku, Falknov (Sokolov), nerealizováno
- 1928 Bytový dům "Villa Heller", Karlovy Vary, Na Vyhlídce
- 1928 Bytový dům "Gea", Karlovy Vary, č. p. 1286, Poděbradská 5
- 1928 Obytný dům "Villa Kühnl", Karlovy Vary, č. p. 1309, Poděbradská 1
- 1929 Obytný dům "Harder", Karlovy Vary, č. p. 1308, Poděbradská 3
- 1929 Prázdninový domov revírní rady Falknov nad Ohří, Radošov č. p. 137. Dům byl určen pro rekreaci dětí horníků ze sokolovských dolů, dnes je zde umístěn Ústav sociální péče.
- 1930 Návrh soudní budovy v Sokolově, nerealizováno
- 1930 Spolupráce na projektu Adolfa Loose - úprava Hotelu Esplanade, Karlovy Vary
- 1930 Sanatorium Bellevue, č. p. 1357, U Imperiálu 12
- 1939 Domov důchodců karlovarské židovské obce, Karlovy Vary, č. p. 1321, Bezručova 8
- 1930-1931 Poliklinika a Okresní zdravotní pojišťovna (Bezirks-Krankenversicherungsanstalt Karlsbad), č. p. 1313, Karlovy Vary, nám. Dr. Milady Horákové 8
- 1931 Tiskárka "Graphia", č. p. 1359, Karlovy Vary, Milady Horákové 7
- 1932 Přestavba domu č. p. 252, Sokolov, nároží ulic U Divadla a Kraslická. Zbořeno.

### Praha
- asi 1926 Vila ředitele S., Praha - Bližší umístění není známo, existuje dobová fotografie.[16]
- 1930 Přístavba paláce Alfa, Praha 1 - Nové Město, [p 1]
- 1935-1936 Činžovní dům č p. 375, Praha 7 - Holešovice, Dobrovského 15 (spolu s Quido Lagusem) - v tomto domě také Welsova rodina žila až do nacistické okupace v roce 1939
- 1937 1937 Činžovní dům č. p. 661, Praha 1 - Nové Město, Řeznická 19 / Školská 5 (asi spolu s Quido Lagusem)[17][18]
- 1937-1938 Činžovní dům č. p. 2064, Praha 1 - Nové Město, Ostrovní 5 (spolu s Quido Lagusem)[19]
- 1938-1939 Činžovní dům č. p. 741, Praha 7 - Holešovice, Veverkova 25 (spolu s Quido Lagusem)
- 1938-1939 Činžovní dům č.p. 1901, Praha 3 - Žižkov, Baranova 4 (spolu s Quido Lagusem)

### Design
V roce 1922 vytvořil pro firmu Moser návrhy váz z černého opálového skla s japonskými motivy (draci, volavky, jeřábi). V roce 1925 vytvořil nápojovou soupravu z broušeného a zlaceného čirého skla s názvem Paříž pro Mezinárodní výstavu dekorativního a průmyslového umění v Paříži. Firma Moser zde za svou expozici obdržela zlatou medaili. V roce 1926 následovala série váz Animor ve stylu Art deco s motivy afrických zvířat. Welsovi je rovněž připisována série váz Masken z roku 1928 s karnevalovými motivy.

### Filmová architektura
Pro producentskou firmu Meissner navrhli architekti Wels a Lagus stavby čtyř filmů:
- Hej rup! 1934, režie Martin Frič,
- Tři kroky od těla 1934, režie Svatopluk Innemann
- Pán na roztrhání 1934, režie Miroslav Cikán
- Žena, která ví co chce 1934, režie Václav Binovec

### Spisy
- Zahradová města (The garden city motion), Praha : Čas : Rosendorf, 1911
- Die Gartenstadt für Kinder : Vorschlag zu einer Kinderheimanlage, Wien, 1918
- Rudolf Wels Karlsbad - Neue Architektur, 1927